# Juan Dardés
Juan Dardés (Capital Federal, Buenos Aires, Argentina; 1898 - Ibídem; 6 de enero de 1949)  fue un actor cómico y director teatral argentino de larga trayectoria artística.

## Carrera
Actor de gran raigambre popular, Juan Dardés, fue una imprescindible figura del teatro argentino.
Se inicia profesionalmente en el circo Anselmi; pasa al teatro y en 1923 forma compañía propia; trabaja largos años en los barrios, actúa también en el centro y hace giras por el interior, Chile y Uruguay.
Se inició como "gauchito" en la exitosa obra, Los Rezagos de la Pampa, que dirigió Miguel Fígoli.
En 1932 trabajó junto al primer cómico Florencio Parravicini en una revista creada Humberto Cairo, en las que también estuvieron Alberto Anchart (p), Adhelma Falcón, Gloria Guzmán y León Zárate, entre otros.
En 1935 conforma una compañía con  Gregorio Cicarelli, Leonor Rinaldi, Francisco Charmiello, Pedro Tocci, Elsa O'Connor y Rosa Cuevas. Un año más tarde lo haría con Cicareli y Domingo Sapelli.
En 1944 bajo la dirección de Carlos Calderón de la Barca crea su compañía de espectáculos cómicos.
En 1947 integra una compañía junto a Gregorio Cicarelli, Leonor Rinaldi, Tito Lusiardo, Delia Codebó y la cancionista Chola Bosch.
Trabajó para "La Compañía de Grandes Revistas Pepe Arias", con quien hizo la obra Rita, la única, con la dirección de Antonio Botta, y junto con Sofía Bozán, Gladys Rizza, Pedro Quartucci y Elena Bozán.
Junto a la compañía integrada con Juan Bono, termina en el Variedades de Constitución, donde debuta la compañía de comedia española que dirige el actor Nicolás Carreras. Bono-Dardés se presentaron en el Gral. Mitre de Villa Crespo.
Fue el responsable de la fama de Domingo Conte, a quien vio en el Politeama Asamblea ganando 6 pesos diarios, y ser contratado por este en su compañía durante tres años consecutivos con obras como El poncho del olvido, entre otras.

## Fallecimiento
El director, sainetero y comediógrafo Juan Dardés murió de un infarto cardíaco mientras presentaba la obra Una noche en el Marroco en el Teatro Apolo, el jueves 6 de enero de 1949. Sus restos descansan en el panteón de la Asociación Argentina de Actores del Cementerio de la Chacarita. Tenía 50 años.

## Teatro
- Paterno, de Ernesto Gutiérrez.
- Cinco cuentos ilustrados (1926)
- El poncho del olvido (1927)
- Como se hace una revista (1934/35)
- Fenómenos 1934 (1934)
- Vampiresas porteñas (1934)
- Mi hermano el ingeniero (1935), de Eduardo Pappo.[8]
- 40.000 locos sueltos (1935)
- Tres muchachos de prestancia en un cabaret de Francia (1935), comedia de Germán Ziclis.[9]
- Ese es mi papá (1935)
- ''Tres caballeros de Frac (1935)
- Ahora mandan las mujeres (1935)
- Cuando lloran los payasos (1935), de Alberto Vacarezza, estrenada en el Teatro Mayo.
- La copa de sangre (1936)
- ¡No hay suegra como la mía! (1937), de Marcos Bronenberg.
- Llegó don Pedro de afuera (1938)
- Que suerte la de Bachicha (1939), de Alberto Novión.
- ¡Despiértate Juan! ¡Que las ocho son! (1939), de Orlando Aldama.
- Sisebuta dictadora (1940) de Julio Traversa.
- Doña Tiburcia Zapata se va para Mar del Plata (1940), de Florencio Chiarello.
- ¡Que lindo vivir sin suegra! (1941)
- Las d'enfrente (1942)
- ¿Casarse con una viuda? ¡Que cosa más peliaguda! (1944)
- El último mono (1944), estrenada en el Teatro Boero.[10]
- La loca del azul (1944)
- La mujer del otro (1944)
- Hay baile en la Crucecita (1947)
- ¡Han robado un millón! (1947).
- La borrachera del tango (1947).
- No se achique Don Enrique (1948), estrenada en el T. Apolo con la Compañía Argentina de Espectáculos Cómicos encabezada junto a Gregorio Cicarelli, Leonor Rinaldi y Tito Lusiardo.[11]
- Entre taitas anda el juego (1948).